# 최영준 (1965년)
최영준(1965년 8월 16일 ~ )은 대한민국의 전직 축구 선수 및 지도자, 행정가이다. 연세대학교를 졸업하였다.

## 논란
최영준은 1992년 1월 13일 방위병으로 입소했는데 스스로 신고한 재산이 아파트와 은행예금 등 모두 1,800여 만원으로 생계유지곤란자 판정 기준이었던 1,000만원을 넘은 것 외에도 1988년부터 첫 소속 팀인 LG 축구단으로부터 받은 계약금과 연봉 등 1억 600만원을 숨긴 것이 들통나 같은 해 4월 23일 생계유지곤란자로 분류되어 방위소집을 해제받아 감사원으로부터 적발받은 적이 있다.

## 수상

### 선수

#### 클럽
럭키금성 황소･LG 치타스
- K리그1

● 우승 (1): 1990
● 준우승 (2): 1989, 1993
- 전국축구선수권대회

● 우승 (1): 1988
- 리그컵

● 준우승 (2): 1992, 1994
 현대 호랑이･울산 현대 호랑이
- K리그1

● 우승 (1): 1996
- 리그컵

● 우승 (1): 1995

#### 개인
- 1990년  K리그1 베스트 11 df 선정

### 코치

#### 클럽
울산 현대 호랑이
- 전국축구선수권대회

● 준우승 (1): 1999
 제주 유나이티드
- FA컵

● 준우승 (1): 2004